# Roxanna Dunlop
Pour les articles homonymes, voir Dunlop (homonymie).
Roxanna Dunlop (née en 1980 à Toronto) est une actrice et  mannequin canadienne. 
Sous le pseudonyme de Roxanna June, elle est la playmate du mois d'octobre 2014 du magazine Playboy. 

## Filmographie

### Cinéma
The Late Bloomer (2016) 
Montana ( La strip teaseuse ) 

### Télévision
- 2012 : Beauty and the Beast (Série TV) : Serena